# Wisbech St Mary
Wisbech St Mary est une paroisse civile et un village du Cambridgeshire, en Angleterre.